# Cratena peregrina
Hervia
Espèce
Synonymes
- Cuthona peregrina (Gmelin, 1791)[2]
- Doris peregrina Gmelin, 1791[2] [3]
- Hervia costai Haefelfinger, 1961[2] [3]

L’Hervia pèlerine (Cratena peregrina) est une espèce de mollusques nudibranches de la famille des Facelinidae.

## Description
Cratena peregrina est un petit nudibranche éolidien mesurant entre 3 et 5 cm, avec une silhouette effilée vers une longue queue pointue. Son corps est le plus souvent d'un blanc laiteux, sur lequel se détachent bien les couleurs de ses différents appendices. Les nombreux cérates dorsaux (appendices servant à la respiration et à la digestion) sont vivement colorés, et peuvent être rouges, bruns, violets ou bleus, avec la pointe souvent d'un bleu luminescent. Ils sont réunis en 8 à 10 grappes, et laissent souvent voir par transparence les prolongements de l'appareil hépato-digestif qui s'y terminent, de couleur généralement pourpre, ainsi qu'en période de ponte les boules formées par les glandes génitales situées à la base des cérates.
La tête, de la même couleur que le corps, est bien marquée, et présente des rhinophores (appendices sensoriels) orange vif et de longs tentacules buccaux blancs (souvent recourbés vers le haut, donnant l'allure de défenses d'éléphant), comportant à leur base des « taches oculaires » de la même couleur que les rhinophores.

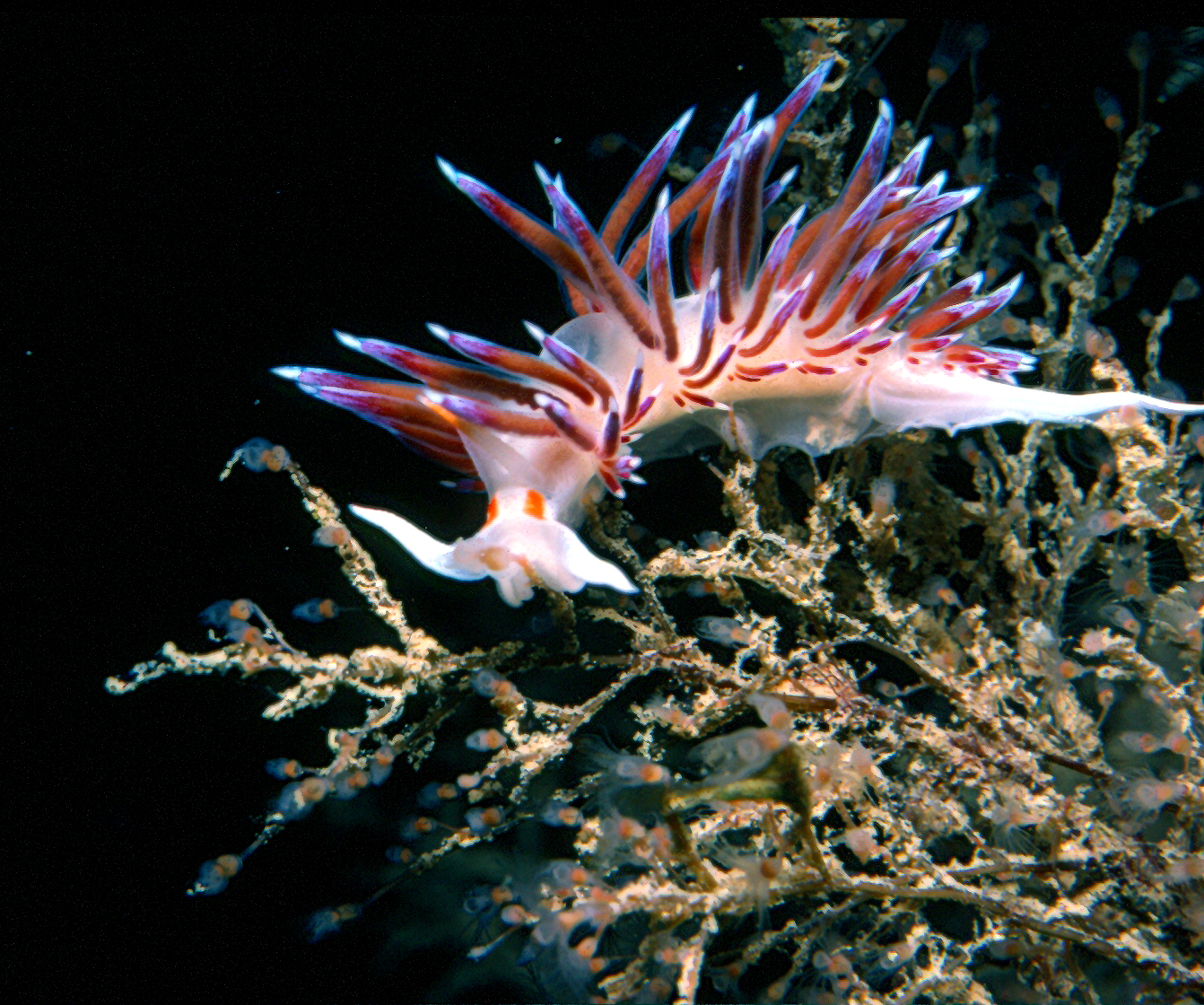
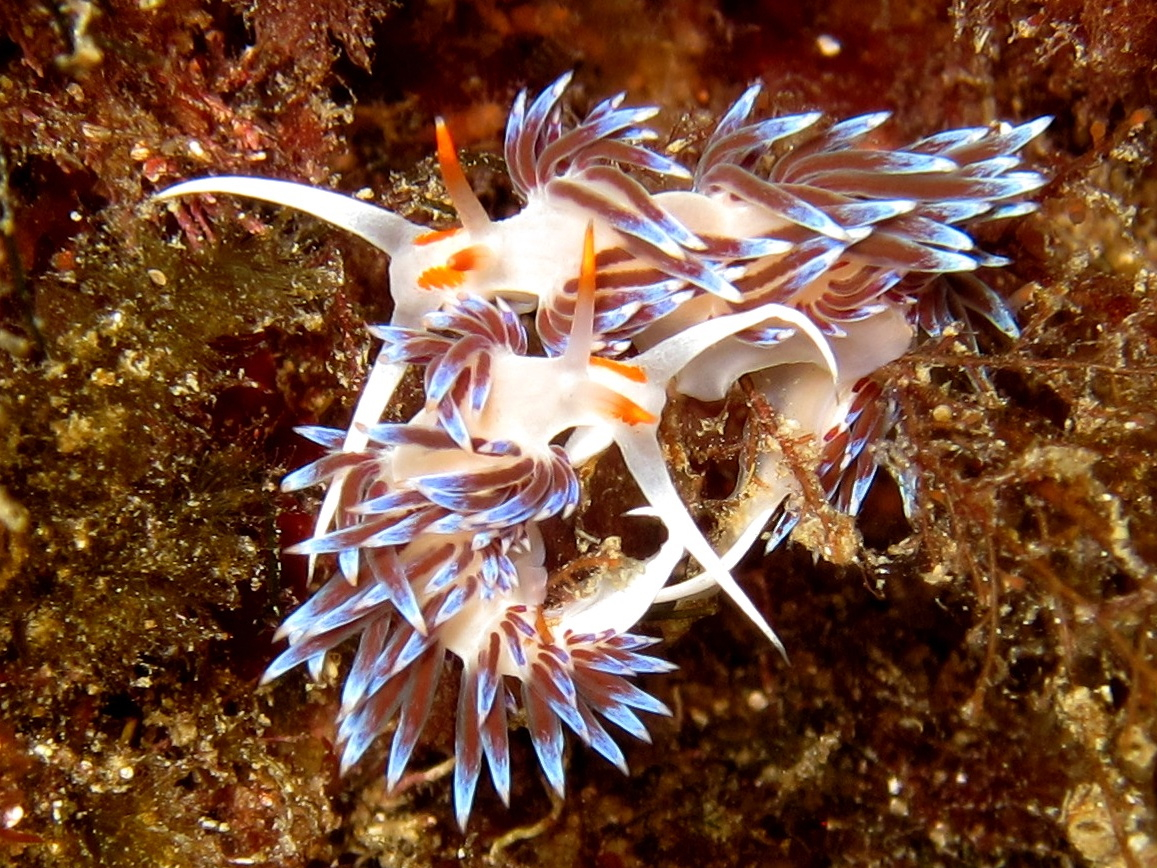
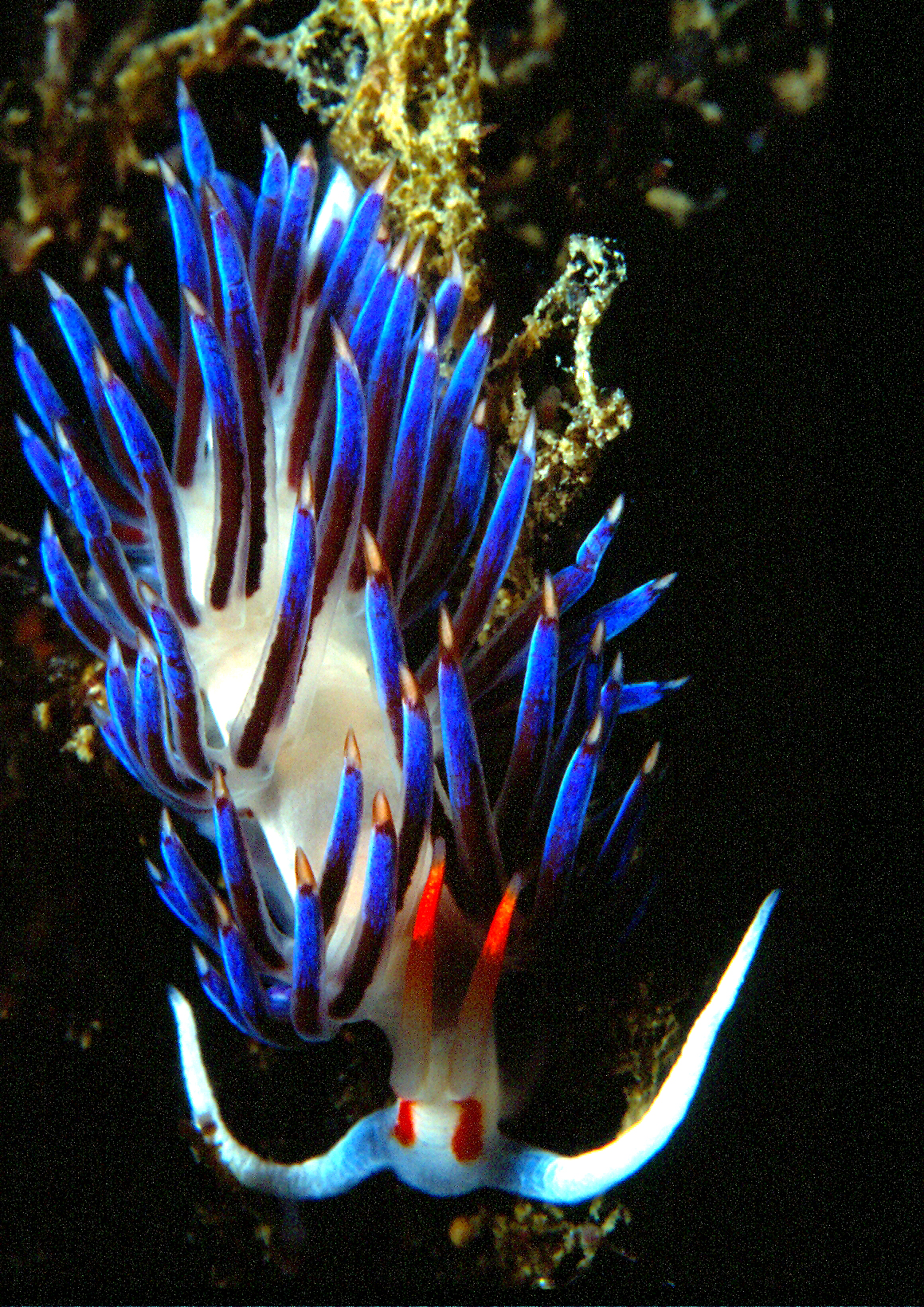

## Répartition et habitat
L'aire de répartition de cette espèce comprend la Méditerranée et l'Atlantique Est, jusqu'à la Manche.
On trouve l'hervia sur les fonds et parois rocheuses, principalement sur les colonies d'hydraires (notamment les Eudendrium). Respectant la répartition de sa nourriture, elle se rencontre entre 5 et 50 m de fond dans des eaux claires et bien oxygénées, le plus souvent sur des tombants riches en coralligène. Il s'agit de l'un des nudibranches les plus communs de Méditerranée occidentale, avec la flabelline (Flabellina affinis).

## Écologie et comportement
Cette espèce se nourrit presque exclusivement d'hydraires, surtout ceux du genre  Eudendrium. En 2017, une équipe de chercheurs britanniques a mis en évidence un comportement alimentaire appelé « cleptoprédation » : les individus manifestent une préférence pour les polypes qui viennent de consommer du plancton.
Ces nudibranches ont comme beaucoup d'autres la capacité de préserver les cellules urticantes des hydraires qu'elles consomment et de les concentrer au bout de leurs cérates : ils craignent ainsi peu de prédateurs à l'âge adulte.
La ponte (« oothèque ») est souvent visible sur les hydraires, et a la forme d'un tortillon blanc. À la naissance, les larves sont planctoniques : elles se laissent dériver jusqu'à détecter des hydraires sur lesquels elles pourront se fixer et entamer leur métamorphose ; si elles n'en trouvent pas, elles peuvent rester à l'état larvaire plus d'un an.

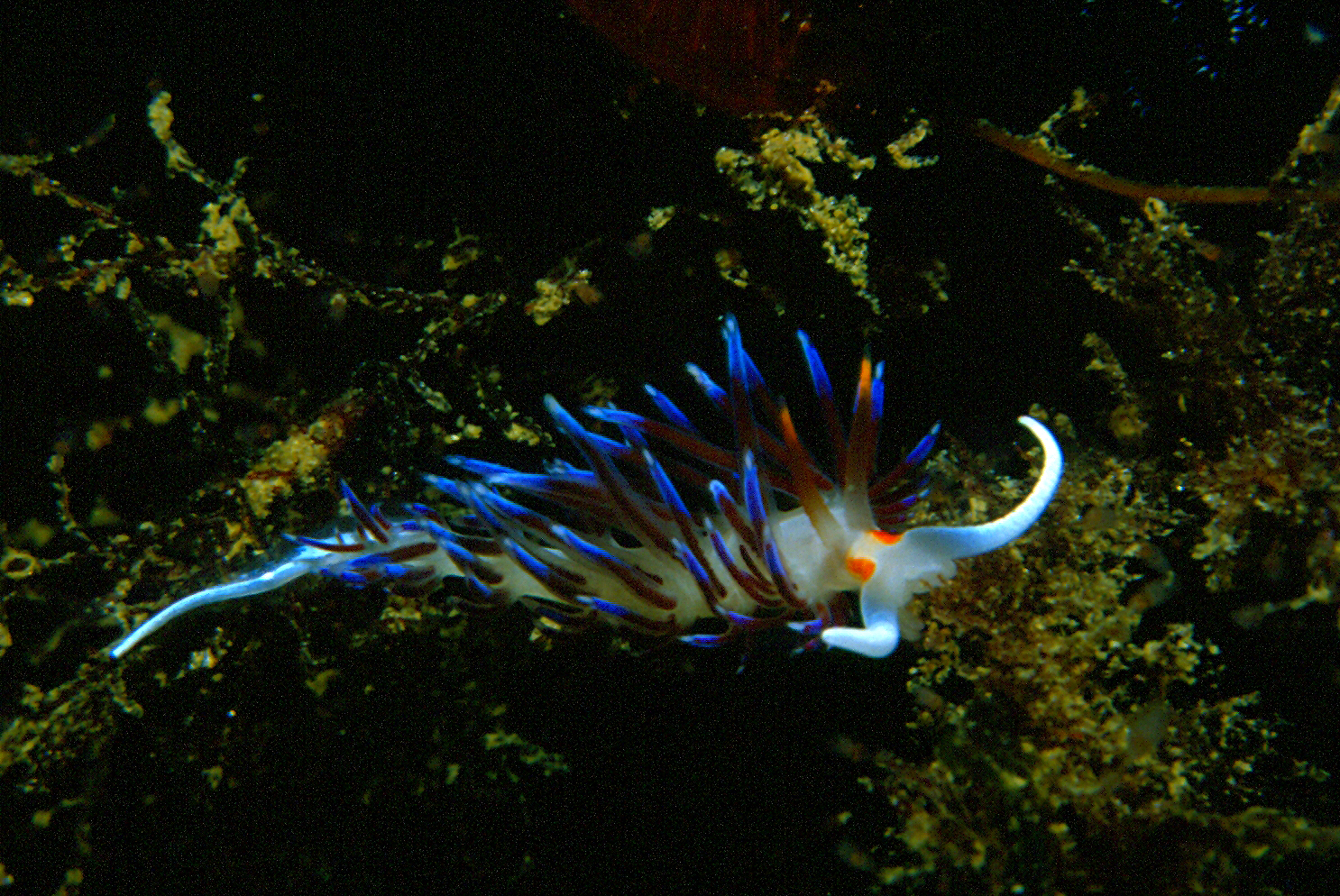